# Mġarr (Gozo)
Mġarr [mdžarr] je vesnice nacházející se na jihovýchodním pobřeží maltského ostrova Gozo v Regionu Gozo. Leží asi 6 km od hlavního města ostrova Victoria. Jeho význam spočívá ve skutečnosti, že je jediným větším (a chráněným) přístavem na Gozu, zprostředkujícím dopravu na hlavní ostrov[zdroj?].
Přístav je obehnán molem a je bezpečný i v zimních bouřlivých měsících. Útočiště zde nacházejí jachty, kotví tu i menší rybářská flotila, význam má pak přístav pro spojení velkými loďmi na ostrov Malta (přibližně 30 minut do přístavu Ċirkewwa na severozápadním cípu Malty)[zdroj?].

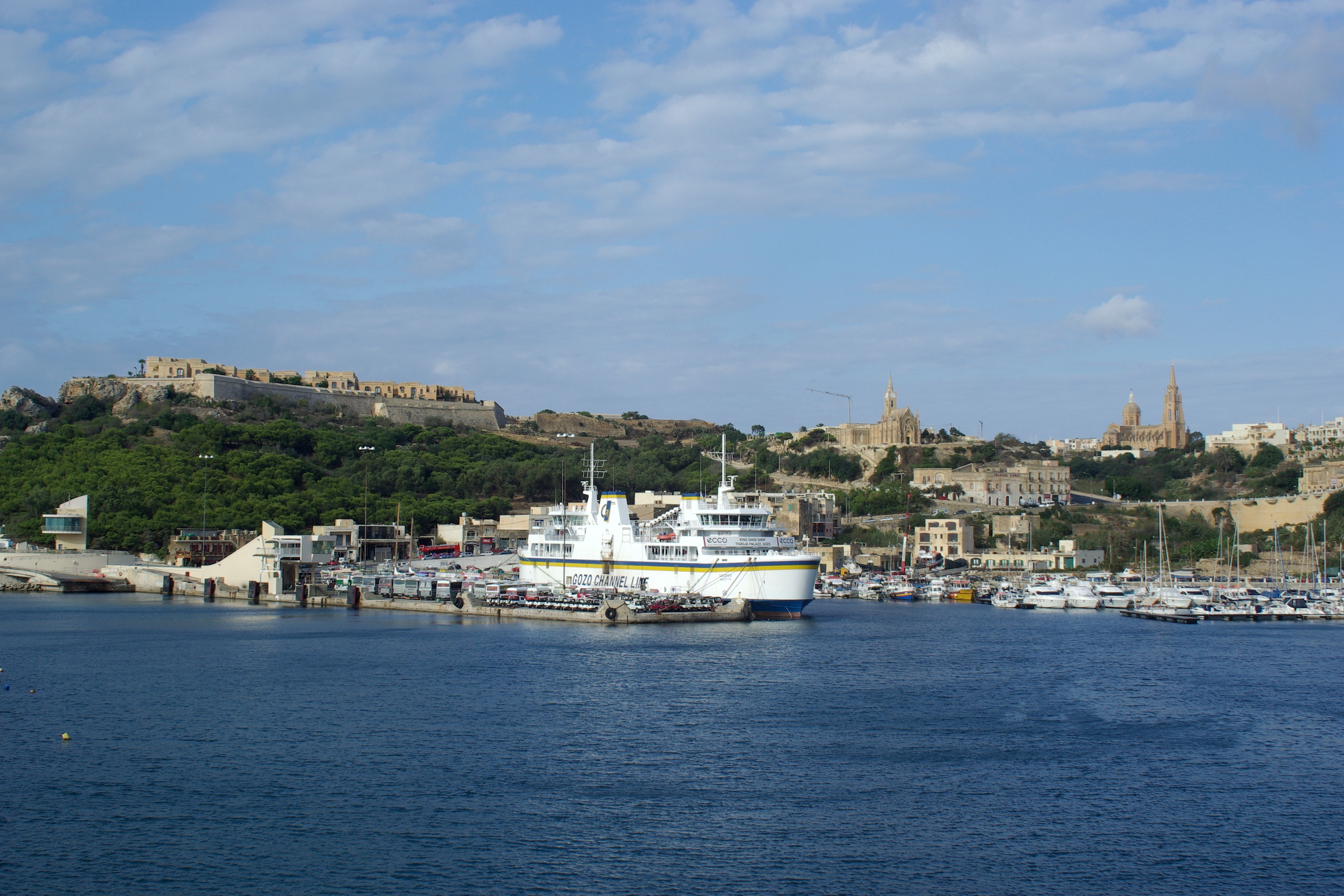
Přístav Mġarr, v pozadí kostely Panny Marie lurdské a Panny Marie loretánské